# Comuna Tîsiv, Bolehiv
Tîsiv (în ucraineană Тисів) este o comună în orașul regional Bolehiv, regiunea Ivano-Frankivsk, Ucraina, formată din satele Taneava și Tîsiv (reședința).

## Demografie
Componența lingvistică a comunei Tîsiv
     Ucraineană (99,85%)
     Alte limbi (0,12%)
Conform recensământului din 2001, majoritatea populației comunei Tîsiv era vorbitoare de ucraineană (99,85%), existând în minoritate și vorbitori de alte limbi.